# Borek (obwód smoleński)
Borek, Borok (ros. Борок) – wieś (ros. деревня, trb. dieriewnia) w zachodniej Rosji, w osiedlu wiejskim Katynskoje rejonu smoleńskiego w obwodzie smoleńskim.

## Geografia
Miejscowość położona jest nad Dnieprem, przy drodze federalnej R120 (Orzeł – Briańsk – Smoleńsk – Witebsk), 4 km od centrum administracyjnego osiedla wiejskiego (Katyń), 19,5 km na zachód od Smoleńska.

## Demografia
W 2010 r. miejscowość liczyła sobie 77 mieszkańców.

## Historia
Wieś znajduje się dokładnie pomiędzy miejscowością Katyń a uroczyskiem Kozie Góry, gdzie w 1940 roku funkcjonariusze NKWD zamordowali kilka tysięcy polskich oficerów z obozu w Kozielsku (zbrodnia katyńska).
Majątek Borek nabył na letnisko w 1897 roku Aleksander Lednicki, rezydujący na stałe w Moskwie. Znajdował się on w jego rękach do nacjonalizacji w 1917 roku. Ledniccy mieszkali w modrzewiowym dworku, którego przebudową na ich użytek kierował Tomasz Bohdanowicz-Dworzecki. W tym czasie gościło tam wielu Polaków oraz znanych Rosjan zaangażowanych w życie polityczne i gospodarcze Rosji. Przed Lednickim właścicielem majątku była Maria Fiedorowna Ustromska, wdowa po Jewstafiju Aleksandrowiczu Ustromskim. Z aktu notarialnego wynikało, że wcześniej majątek nosił nazwę Korżenka, jak uważa więc Wacław Lednicki, nazwa Borek została mu nadana przez Ustromskich.
Majątek w połowie lat 20. XX wieku przejęła radziecka policja polityczna – OGPU. W maju 1937 roku w majątku z rozporządzenia kierownictwa NKWD utworzono dom wczasowy tej organizacji. Wzniesiono wówczas kilka budynków służących jako pensjonaty. W czasie okupacji niemieckiej dom wczasowy zamieniono w szpital polowy Organizacji Todt. Od 19 kwietnia do 20 maja 1943 roku w szpitalu tym mieszkali członkowie Komisji Technicznej Polskiego Czerwonego Krzyża badającej ekshumowane zwłoki ofiar zbrodni katyńskiej.
Po wojnie, w 1946 roku, w domu wczasowym urządzono sanatorium Ministerstwa Spraw Wewnętrznych ZSRR (obecnie MSW Federacji Rosyjskiej) dla chorych na gruźlicę. W 2006 roku zmieniło ono profil i skoncentrowało się na leczeniu szerokiego spektrum chorób dróg oddechowych. W 2009 roku rozebrany został modrzewiowy dworek Lednickich.